# 870er
Portal Geschichte | Portal Biografien | Aktuelle Ereignisse | Jahreskalender | Tagesartikel

◄ |
8. Jh. |
9. Jahrhundert
| 10. Jh. | ►

◄ |
840er |
850er |
860er |
870er
| 880er | 890er | 900er | ►

870 |
871 |
872 |
873 |
874 |
875 |
876 |
877 |
878 |
879

## Ereignisse
- 8. August 870: Neuaufteilung des Fränkischen Reiches: Lotharingien, das Mittelreich, wird nach dem Tod des kinderlosen Lothars II. im Vertrag von Meerssen zwischen dem Westfrankenreich und dem Ostfrankenreich aufgeteilt.
- 872: Harald I. besiegt die norwegischen Kleinkönige und begründet ein Großkönigtum.
- 874: Von Norwegen aus beginnt die Besiedlung Islands.
- 875: Der Wikinger Gunnbjörn Úlfsson entdeckt Grönland.
- 878: König Alfred erobert London von den Dänen (Siehe: Danelag).
- 879: Der Waräger Oleg übernimmt die Herrschaft in Nowgorod, erobert Kiew und wird erster Großfürst von Kiew.